# HD 2039 b
HD 2039 b ist ein Exoplaneten-Kandidat, welcher den Stern HD 2039 umkreist. Auf Grund seiner Masse wird angenommen, dass es sich um einen Gasplaneten handelt. 
Das Objekt hat eine Mindestmasse von ungefähr 5 Jupitermassen und eine vergleichsweise exzentrische Umlaufbahn – die Exzentrizität beträgt ungefähr 0,67. Von seinem Stern ist er ca. 2,2 AE entfernt, für einen Umlauf braucht er etwa 1200 Tage.

## Entdeckung
Der potentielle Exoplanet wurde vom Planeten-Suchteam des Siding-Spring-Observatorium mit Hilfe der Radialgeschwindigkeitsmethode entdeckt. Die Entdeckung wurde im Jahr 2003 veröffentlicht.